# フランシス・ケース
フランシス・ヒグビー・ケース(英語: Francis Higbee Case、1896年12月9日 - 1962年6月22日)は、アメリカ合衆国の政治家。所属政党は共和党。
サウスダコタ州の政治家として連邦下院議員を7期、連邦上院議員を2期務めた。上院議員任期途中に心臓発作で亡くなった。穏健な保守派として知られ、サウスダコタ州の水利公共事業に力を入れていた。

## 経歴・人物
ケースはアイオワ州エバリーで、メアリー・エレン（旧姓：グラニス）と牧師のハーバート・ライウェレン・ケースの息子として生まれた。1918年にダコタウェスリアン大学で学士号を取得すると、第一次世界大戦中のアメリカ海兵隊に入隊した。戦後はノースウェスタン大学に入学し、1920年にMaster of Artsを取得して卒業。シカゴの「Epworth Herald」紙の副編集長を務めた後、サウスダコタ州に渡って「Rapid City Journal」編集者・論説委員を務めた。その後、「the Hot Springs Star」や「the Custer Chronicle」の編集者・発行人も務めるなど、新聞編集者として活躍した。

### 連邦下院議員
ケースは1934年に連邦下院議員選挙に立候補したが、民主党現職のセオドア・ウェルナーに約3,300票差で敗れた。1936年、下院議員選挙でウェルナーと再選し、今度は約2,300票でウェルナーを破って初当選を果たした。以後、7期にわたって下院議員を務めた。1941年にアメリカが第二次世界大戦に参戦する前は、穏健派として孤立主義を支持していた。1947年から1948年まで存在した対外援助に関する特別委員会 の委員を務めた。

### 連邦上院議員
ケースは1950年に上院議員選挙に立候補し、共和党予備選挙では現職のジョン・チャンドラー・ガーニーを破り、総選挙では民主党のジョン・A・エンゲルに7万票以上の大差をつけて破った。第82議会では、コロンビア特別区に関する上院委員会の委員長を務め、コロンビア特別区の自治権拡大を支持した。1956年の上院議員選挙では、民主党のケネス・ホルムとの大接戦の末、50.8％の得票率で再選された。任期途中の1962年6月22日、メリーランド州ベセスダの海軍病院で心臓発作のため亡くなった。

## 評価
ケースの政策は保守派であった。赤字財政を批判し、連邦高速道路に従量課金制の集金システムを導入した。また、道路や水路などのインフラ整備を中心政策とし、自身の地盤であるサウスダコタ州の公共事業を導入し、多くのダムと貯水池の建設に関わった。ケースが関わった水利関係の公共事業にはルイスアンドクラーク湖、ビッグ・ベンド・ダムなどがある。

## エポニム
- フランシス・ケース湖（英語版）[12]：サウスダコタ州中南部にあるフォート・ランドールダム（英語版）によって堰き止められて出来上がった貯水池。その貯水量は7,031km³と大きく、全米で11番目に大きい貯水池となっている[13]。ダムは1946年に着工され、1953年に操業を開始した。
- フランシス・ケース・メモリアルブリッジ（英語版）[14]：ワシントン運河（英語版）にかかる州間高速道路395号線（英語版）のビーム橋。1962年に落成した[15]。
- フランシス・ケース・メモリアルブリッジ(北緯43度03分35秒 西経98度33分43秒 / 北緯43.059722度 西経98.561944度)： フランシス・ケース湖南東部にかかるサウスダコタ州高速道路44号線（英語版）の道路橋。